# Comets d'Utica (2013-2021)
Cet article concerne l'équipe ayant évolué dans la LAH entre 2013 et 2021. Pour l'équipe actuelle de la LAH, voir Comets d'Utica.
Les Comets d'Utica sont une équipe professionnelle de hockey sur glace qui évoluait dans la Ligue américaine de hockey (LAH). Elle commence ses activités lors de la saison 2013-2014 et les termine en 2021 lorsqu'elle déménage. L'équipe jouait à l’Utica Memorial Auditorium à Utica dans l'État de New York. Les Comets étaient affiliés aux Canucks de Vancouver de la Ligue nationale de hockey (LNH).
Les Comets sont la seconde équipe de l'histoire de la LAH domiciliée à Utica, après les Devils d'Utica, qui y ont joué de 1987 à 1993 et ont été affiliés aux Devils du New Jersey.

## Histoire
C'est en 1926 que la franchise des Comets a vu le jour sous le nom des Indians de Springfield. Au fil de son histoire, l'équipe a déménagé à maintes reprises et a connu différents noms. Le 29 mars 2013, les Rivermen de Peoria sont vendus aux Canucks de Vancouver. Cette initiative est approuvée par la LAH le 18 avril de la même année. À l'origine, les Canucks avaient espéré déménager l'équipe à Abbotsford en Colombie-Britannique. Toutefois, le 22 avril, les négociations entre l'équipe et la ville sont rompues, assurant la franchise déjà existante, le Heat d'Abbotsford de rester dans la ville. Puis, les Canucks ont envisagé que la franchise soit colocataire avec eux au Rogers Arena à Vancouver (qui est également détenue par Sports & Entertainment), mais Vancouver est dans un rayon territorial trop proche du Heat d'Abbotsford défini par la LAH Enfin, les Canucks ont cherché à garder les Rivermen de Peoria mais l'équipe doit être remplacé par une équipe professionnelle de la Southern Professional Hockey League portant le même nom.
Le surnom de « Comets » fait référence à nombre d'équipes de hockey professionnel portant ce nom dans la Mohawk Valley, notamment les Comets de Clinton (renommé plus tard en Comets de Mohawk Valley) qui a joué de 1927 à 1977, les Comets de Mohawk Valley de la Ligue de hockey de la Côte Atlantique (qui a joué de 1985 à 1987) et une troisième équipe du même nom qui a joué dans la North Eastern Hockey League au cours de la saison 2003-04.
Le 6 mai 2021, l'ECHL annonce que la franchise est relocalisée à Abbotsford pour la saison 2021-2022 et deviennent les Canucks d'Abbotsford alors que les Devils de Binghamton déménagent à Utica et reprennent le nom de Comets d'Utica.

## Statistiques
| Saison    | PJ | V  | D  | DP | DTB | BP  | BC  | Pts | Classement         | Séries éliminatoires                                                                                     |
| --------- | -- | -- | -- | -- | --- | --- | --- | --- | ------------------ | --- |
| 2013-2014 | 76 | 35 | 32 | 5  | 4   | 187 | 216 | 79  | 3e, division Nord  | Non qualifiés                                                                                            |
| 2014-2015 | 76 | 47 | 20 | 7  | 2   | 219 | 182 | 103 | 1er, division Nord | 3-2 Wolves de Chicago 4-3 Barons d'Oklahoma City 4-2 Griffins de Grand Rapids 1-4 Monarchs de Manchester |
| 2015-2016 | 76 | 38 | 26 | 8  | 4   | 224 | 217 | 88  | 3e, division Nord  | 1-3 Devils d'Albany                                                                                      |
| 2016-2017 | 76 | 35 | 32 | 7  | 2   | 195 | 220 | 79  | 5e, division Nord  | Non qualifiés                                                                                            |
| 2017-2018 | 76 | 38 | 26 | 8  | 4   | 211 | 216 | 88  | 4e, division Nord  | 2-3 Marlies de Toronto                                                                                   |
| 2018-2019 | 76 | 34 | 34 | 6  | 2   | 224 | 257 | 76  | 6e, division Nord  | Non qualifiés                                                                                            |
| 2019-2020 | 61 | 34 | 22 | 3  | 2   | 210 | 186 | 73  | 6e, division Nord  | Séries annulées à cause de la pandémie de Covid-19                                                       |
| 2020-2021 | 28 | 16 | 11 | 0  | 1   | 89  | 88  | 33  | 4e, division Nord  | Séries annulées à cause de la pandémie de Covid-19                                                       |